# Edith Fishtine Helman
Edith Fishtine Helman (* 19. September 1905 in Boston, Massachusetts; † 31. März 1994 in Rockport, Massachusetts) war eine US-amerikanische Romanistin und Hispanistin.

## Leben
Edith F. Helman promovierte 1932 am Bryn Mawr College mit der Arbeit Don Juan Valera, the Critic (Bryn Mawr 1933) und war dann bis 1971 Professorin für Spanisch am Simmons College in Boston. 1956 wurde sie in die American Academy of Arts and Sciences gewählt.

## Werke
- (Hrsg. mit Caroline Brown Bourland) Vida y hazañas de Juan Belmonte, torero, New York 1939
- (Übersetzerin) Pedro Salinas, Reality and the Poet in Spanish Poetry, Baltimore 1940, 1966
- (Hrsg.) José Cadalso, Noches lúgubres, Madrid 1951, 1961, 1968
- (Hrsg.) Federico García Lorca, La zapatera prodigiosa, New York 1952
- Trasmundo de Goya, Madrid 1963, 1983, 1986, 1993
- (Hrsg. mit Doris King Arjona) Narradores de hoy, New York 1966
- Jovellanos y Goya, Madrid 1970
- Los "caprichos" de Goya, Barcelona 1971
- (Übersetzerin mit Norma Farber) Pedro Salinas, To live in pronouns. Selected love poems, New York 1974
- (mit Werner Hofmann und Martin Warnke) Goya, "Alle werden fallen", Frankfurt am Main 1981, 1987